# فورفيكولينا
فورفيكولينا (الإسم العلمي:Forficulina)، هي أكبر الرُتيّبات الأربعة في رُتبة أبو مقص، تضم هذه الرتيبة تسعة فصائل.